# Томпсон, Фрэнк
Уильям Фрэнк Томпсон (англ. William Frank Thompson; 17 августа 1920, Дарджилинг — 10 июня 1944, Литаково) — британский солдат и офицер, майор британской армии, связной Управлением специальных операций в рядах болгарских партизан. Брат британского историка Эдварда Томпсона.

## Биография
Родился 17 августа 1920 в городе Дарджилинг (Британская Индия) в семье миссионеров. Учился в Винчестерском колледже и Новом колледже Оксфорда. Младший брат — Эдвард Палмер Томпсон — английский историк, социалист, организатор множества антивоенных кампаний. В Винчестере Фрэнк Томпсон учился с будущим астрономом Фрименом Дайсоном.
Поступил в Оксфордский университет на факультет лингвистики, в 1939 году вступил в Коммунистическую партию Великобритании под влиянием Айрис Мёрдок. После заключения пакта Молотова — Риббентропа выразил неодобрение в отношении политики нейтралитета британских коммунистов и вступил в британскую армию добровольцем. Фрэнк за свою жизнь побывал, будучи солдатом, в Северной Африке, Сирии, Ираке, Сицилии, Сербии и Болгарии. Он был завербован в Управление специальных операций, выполняя различные секретные задания британских спецслужб. Своим идеалом он называл Георгия Димитрова.
25 января 1944 вместе с тремя сослуживцами майор Томпсон был сброшен на парашюте, чтобы установить связь британского командования с партизанами, ведомыми Славчо Трынским. Высадка была совершена на территории области Македония у местечка Добро Поле в рамках британской военной миссии «Маллигатоуни» (англ. Mulligatawny). Командовал миссией майор Мостин Дэвис. После его гибели особая британская миссия «Клэриджис» (англ. Claridges) в составе майора Фрэнка Томпсона, сержанта Кеннета Скотта, сержанта Джона Уокера и сержанта Ника Мёрвина начала свою работу. Предполагалось, что коммандос установят мобильную радиостанцию, чтобы держать связь с Каиром и Бари, однако станция вышла из строя. К счастью, в мае 1944 года солдаты, вошедшие в состав 2-й Софийской народно-освободительной бригады, сумели связаться с командованием Управления специальных операций в Каире.
23 мая 1944 болгарские партизаны вступили в схватку с правительственными войсками около Батулии. Почти все силы партизан в местности Марина были уничтожены. Томпсон был ранен и попал в плен к болгарским жандармам. Его пытали, но ничего не добились от пленного британца и в ночь на 10 июня 1944 расстреляли Фрэнка вместе с партизанами Лазаром Атанасовым и Христо Гурбиновым.

## Память
- В честь Фрэнка Томпсона после войны болгарское правительство назвало село Томпсын, объединив деревни Ливаге, Липата, Цареви-Страги, Малак-Бабул, Бабул и Завоя[7]. Инициатором стал Славчо Трынский, который получил звание генерала болгарской армии. В центре деревни был установлен бюст.
- В деревне Литаково имя Фрэнка Томпсона носит улица.
- Имя Томпсона также носит холм[англ.] на Земле Александра I в Антарктиде[8].
- В 1970-е годы в районе Калето был перезахоронен прах Фрэнка Томпсона вместе с останками 72 погибших партизан из софийской партизанской бригады «Чавдар» и 2-й Софийской народно-освободительной бригады. В числе похороненных были канадский офицер сержант Ник Моро, русский красноармеец Иван Валчук, серб Стефан Радович и армянка Эрмине «Сашка» Разградлян[9].
- Эдвард Томпсон посвятил своему брату две книги «Есть дух в Европе: памяти Фрэнка Томпсона» (англ. There is a Spirit in Europe: A Memoir of Frank Thompson, написана при содействии матери) и «За гранью: политика проваленной миссии, Болгария 1944» (англ. Beyond the Frontier: the Politics of a Failed Mission, Bulgaria 1944). Обе были изданы в 1996 году[3][10][10][11].
- Документальный фильм Болгарского национального телевидения «Майор Томпсон — (не)нужный герой» (2022 год)[12].